# Preto Velho (escola de samba)
GRES Preto Velho é uma escola de samba de Olinda, Pernambuco, que participa do Carnaval da cidade vizinha, Recife.
Seu primeiro nome foi "Galeria Preto Velho" Escola tradicional, em 2010 foi a campeã do Grupo 1 com 89,5 pontos, sendo promovida para o Grupo Especial.

## Carnavais
| Ano  | Colocação | Grupo    | Enredo                                                                               | Carnavalesco     | Ref. |
| ---- | --------- | -------- | ------------------------------------------------------------------------------------ | ---------------- | ---- |
| 2009 |           | 2        | Uma viagem cultural, Pernambuco, imortal, imortal!                                   | Mario Canuto     |      |
| 2010 | Campeã    | 1        | Da origem da vida, a cada dia a dia, as mãos em forma de fantasia                    | Mario Canuto     |      |
| 2011 | 4º lugar  | Especial | Vou dançar, vou festejar, balançar, fazer zueira, numa viagem as festas brasileiras. | Mario Canuto     |      |
| 2012 | Campeã    | 1        | O piano minha paixão, a musica uma vida inteira muito prazer, sou Nelson Ferreira    | Ricardo Angeiras |      |